# Waldfriedhof (Rhöndorf)

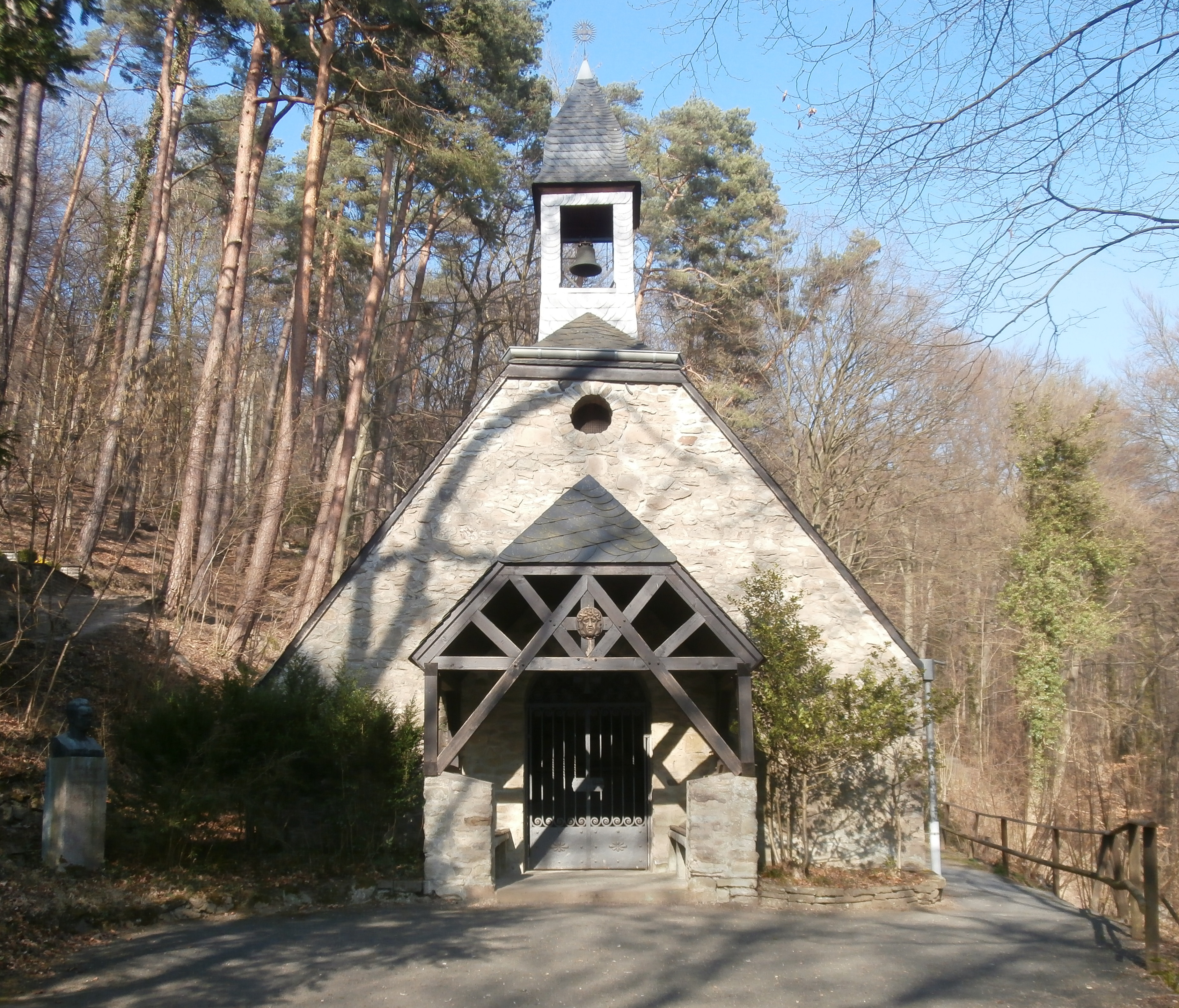
Waldfriedhof, alte Friedhofskapelle (2014)

Der Waldfriedhof in Rhöndorf, einem Ortsteil der Stadt Bad Honnef im nordrhein-westfälischen Rhein-Sieg-Kreis, geht auf die 1920er-Jahre zurück. Er steht als Baudenkmal unter Denkmalschutz und ist besonders als Standort des Grabs von Konrad Adenauer bekannt.

## Lage
Der Waldfriedhof liegt im unteren Bereich des von Rhöndorf zur Löwenburg hinaufführenden Rhöndorfer Tals am östlichen Fuß des Drachenfels bzw. am südlichen Fuß der Wolkenburg. Er umfasst als teilweise terrassierter Hangfriedhof Höhenlagen zwischen 95 und 140 m ü. NHN. Der Eingang befindet sich an der Löwenburgstraße.

## Geschichte

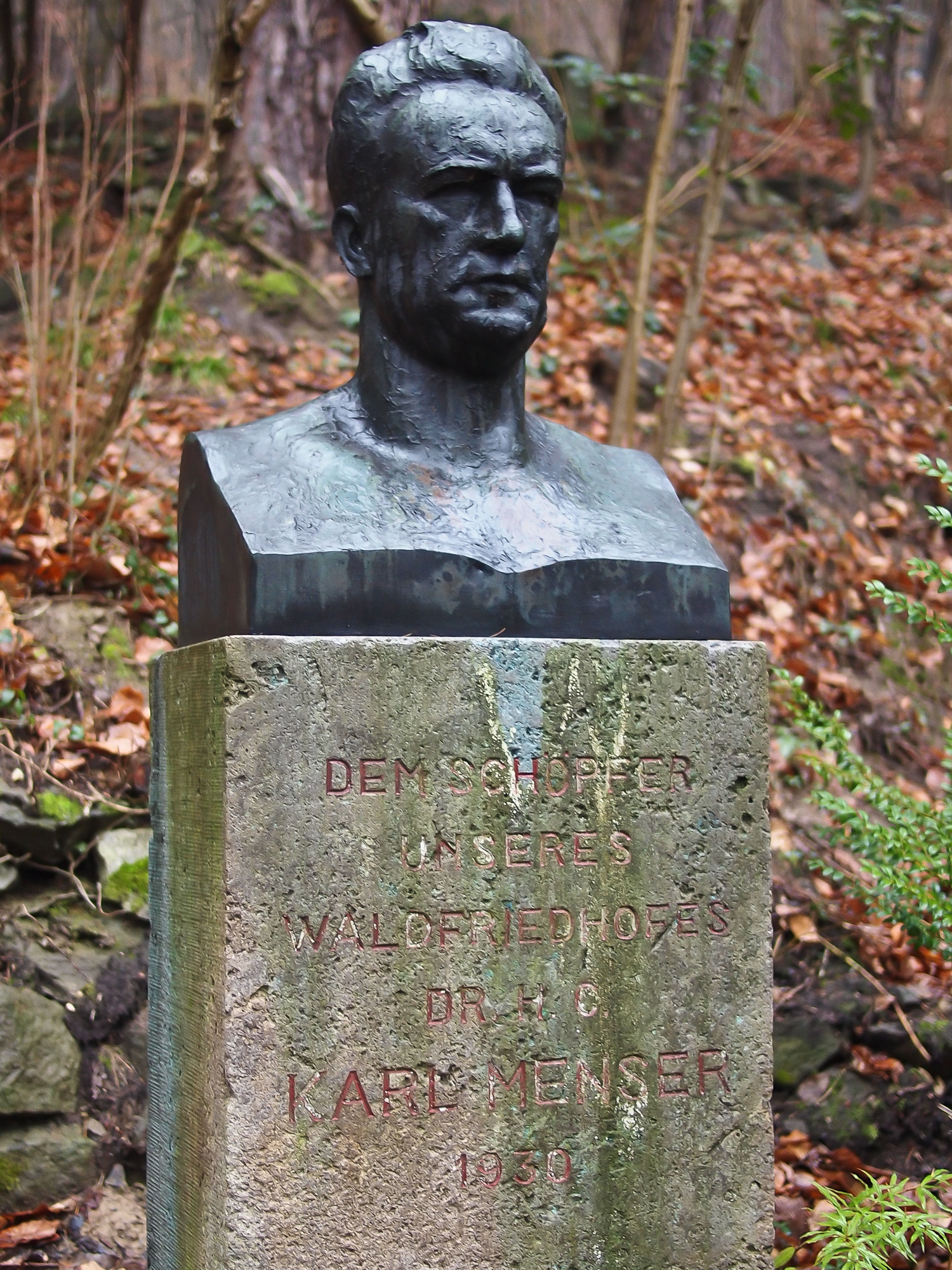
Selbstporträt von Karl Menser (1929/30) auf dem Waldfriedhof

Am 29. Dezember 1919 fiel der Beschluss zur Einrichtung eines Friedhofs in Rhöndorf:263. Bislang waren die Rhöndorfer in Honnef beerdigt worden. Als Lage des neuen Friedhofs wurde das Rhöndorfer Tal gewählt, weil eine Anlage direkt am Rhein wegen Überflutungsgefahr nicht möglich und die Mittelterrasse bis zum Fuß der Berge bebaut war. Die für den neuen Friedhof erforderlichen Grundstücke, auf einem vormaligen Weizenfeld gelegen, waren im Besitz des Verschönerungsvereins für das Siebengebirge (VVS) und des Weingutsbesitzers Broel. Der VVS überließ sie der Stadt im Tausch gegen andere Parzellen unter der Bedingung, selbst einen Sachverständigen für die künstlerische Ausarbeitung des Friedhofs zu bestimmen. Die Wahl fiel auf den Bildhauer Karl Menser.:264
Im März 1920 stellte Menser seine Entwürfe der Öffentlichkeit vor, im Juni reichte er einen ersten Übersichtsplan bei der Stadt als künstlerischen Entwurf ein, dem vermutlich später eine detailliertere und an die Topographie des Geländes angepasste Ausführungsplanung folgte. Die Belegung des Friedhofs begann nach dem August 1921, als die Stadt Honnef ein Ortsstatut zum Friedhof veröffentlichte.:264 Für den Bau der Mauern, Treppen und verschiedener Einzelbauwerke wurde Material aus einem höher gelegenen Steinbruch eingesetzt.:268 Seine angestrebte Prägung als „Waldfriedhof“ erhielt er erst in den folgenden Jahren und Jahrzehnten mit dem Wachstum der neu gepflanzten Bäume.:264 Der Friedhof war die einzige von Karl Menser entworfene Begräbnisstätte, nach seinem Tod 1929 wurde er hier bestattet.

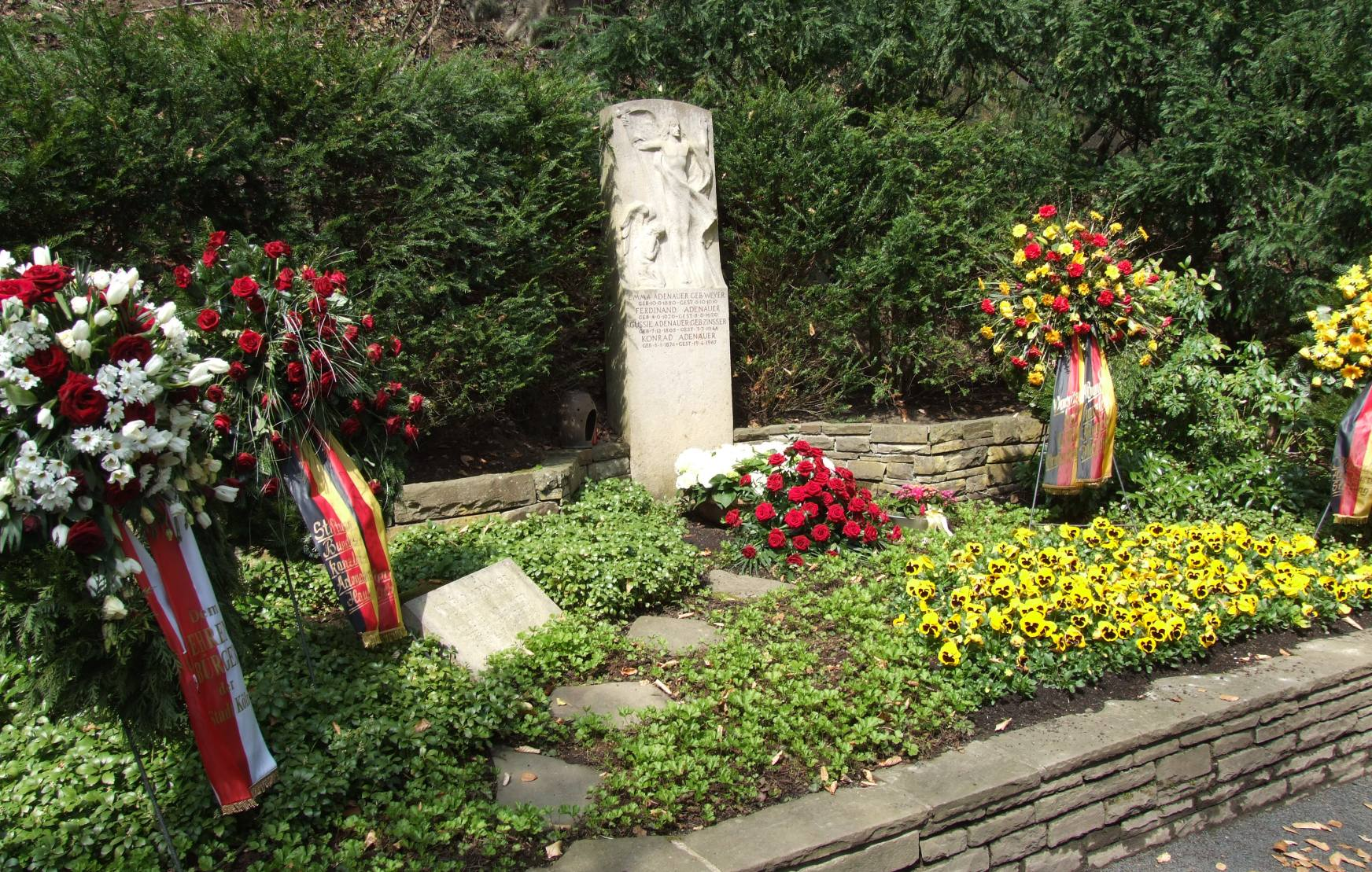
Grab Konrad Adenauers

Ursprünglich war der Waldfriedhof für die Aufnahme von 950 bis 1000 Gräbern vorgesehen. Ende der 1960er-Jahre wurde er – aufgrund der Gegebenheiten des Geländes im Unterschied zum vorhandenen Friedhof terrassenförmig – erweitert und am talseitigen Eingang eine neue Friedhofskapelle errichtet. Nach der Beisetzung Konrad Adenauers (* 1876) auf dem Waldfriedhof am 25. April 1967 finden an der Grabstelle häufig Kranzniederlegungen durch Partei- und Staatsrepräsentanten statt.
Am 13. Oktober 2011 wurde der Waldfriedhof als Gartendenkmal unter Denkmalschutz gestellt, nachdem zuvor nur die alte Friedhofskapelle (seit 1985:262) und ein Grabmal (seit 2000:262) unter Schutz standen. Seit 2010 war eine umfassende Sanierung in Umsetzung, die im Frühjahr 2016 abgeschlossen wurde und Kosten von knapp 430.000 Euro beanspruchte. Unter anderem wurden ein Ersatzteich angelegt und ein neues Bachlaufsystem aufgebaut.

## Beschreibung

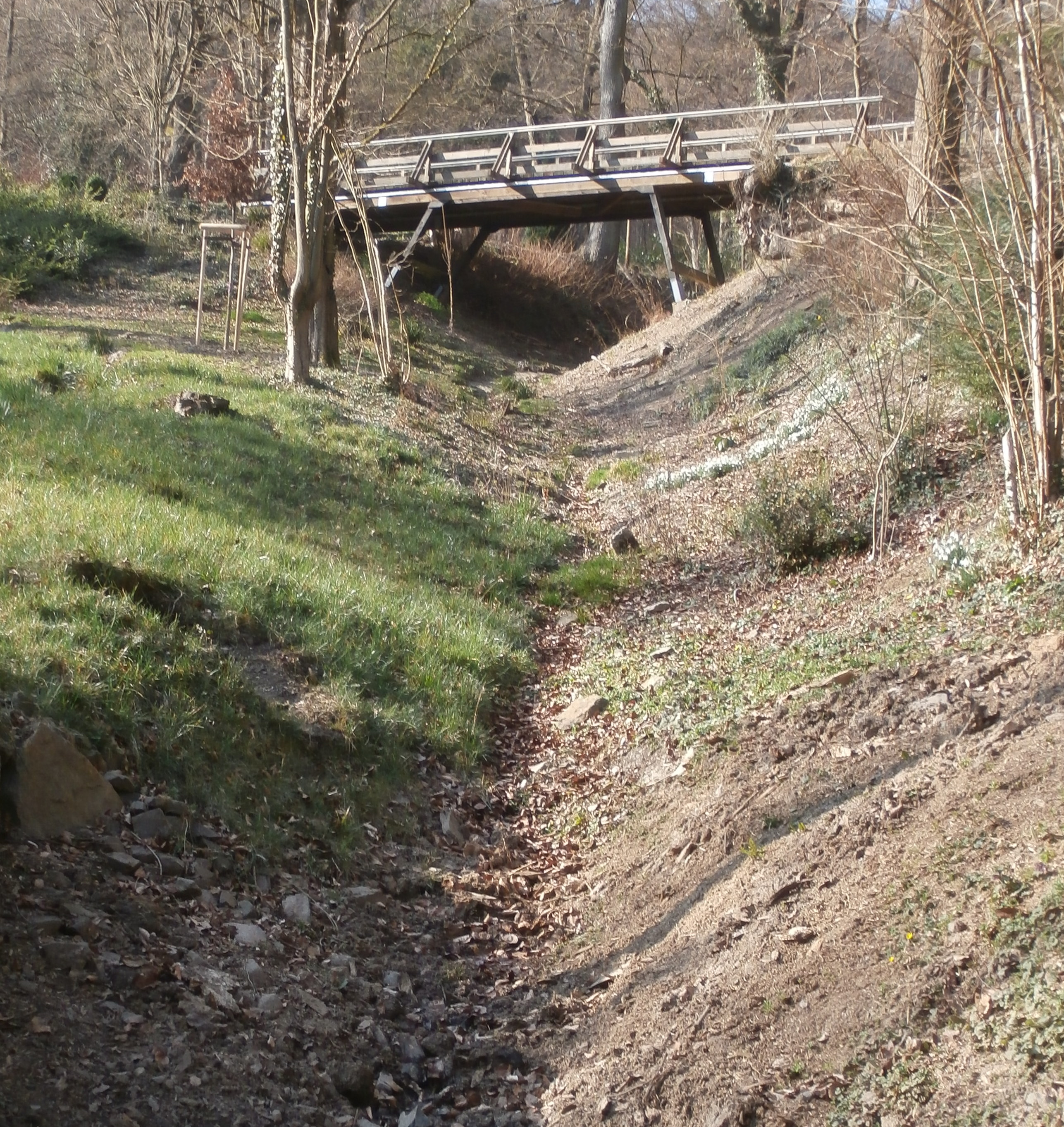
Hohlweg mit Holzbrücke zwischen altem und neuem Friedhofsteil (2014)

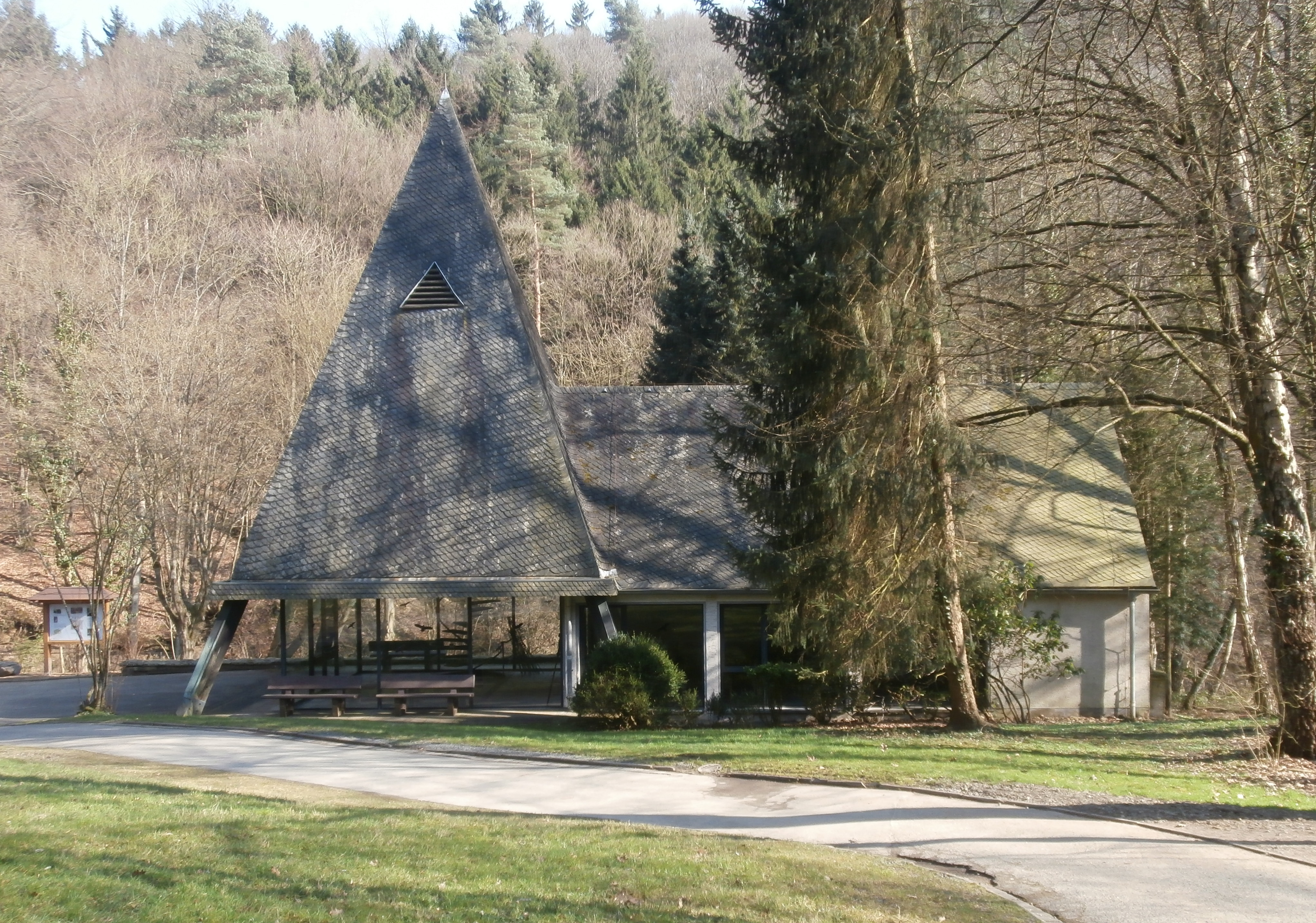
Neue Friedhofskapelle (2014)

Der Waldfriedhof ist ein Bauwerk der Landschaftsarchitektur und gilt als Beispiel für von der Reformbewegung geprägte Begräbnisstätten, die sich in Absetzung von den großen Zentralfriedhöfen an Prinzipien der Landschaftsgärten orientierten. Zu seiner Gesamtkonzeption gehörten runde Grabfelder, Teich(e) sowie verschiedene Einzelbauwerke, darunter 60 Entwürfe für in schlichten Formen gehaltene Grabdenkmäler unterschiedlichsten Materials (Eisen, Holz oder Stein) und die ursprüngliche Friedhofskapelle. Erschlossen werden sollte der Friedhof nach ersten Plänen Mensers über ein System aus brezelförmigen Wegen, das nur zum Teil umgesetzt werden konnte.:264 Der alte und der neue Friedhofsteil werden von einem Geländeeinschnitt unterteilt, der einen einstmals als Förderweg für die Steinbrüche des Siebengebirges dienenden Hohlweg aufnimmt, und sind über eine hölzerne Fußgängerbrücke miteinander verbunden.:265 Auf dem neueren Friedhofsteil nahe der Brücke befindet sich ein großer Teich, der früher als Wasserreservoir für eine Fontäne im Park der Villa Merkens diente. Zu den vorherrschenden Baumarten des alten Friedhofsteils zählen Rotbuchen, Linden und Eichen.:268
Die alte Friedhofskapelle, ein Bruchsteinbau mit Glockentürmchen, liegt am bergseitigen Rand des Waldfriedhofs. Sie entstand bereits von 1922 bis 1924 als Kriegergedächtniskapelle zur Erinnerung an die Gefallenen des Ersten Weltkriegs aus Rhöndorf nach einem Entwurf Mensers, wurde aber erst nach weiterer Ausgestaltung im Juni 1930 eingeweiht. Während sich drei Reliefs und eine lebensgroße Pietà aus Marmor erhalten haben, wurden zwei Friese im Zweiten Weltkrieg beschädigt und später entfernt. Links der Kapelle steht das „Menser-Denkmal“, eine Büste aus Bronze, die der Bildhauer 1929 als Selbstporträt schuf und die hier 1930 aufgestellt wurde. Ebenfalls auf Menser geht eine Totenleuchte mit Kreuz am Zugang zum ältesten Friedhofsteil zurück.:267
Zu den erhaltenen, künstlerisch gestalteten Gräbern aus der Erstbelegungszeit gehört ein Grabmal von 1927 aus farblich gefasstem Schmiedeeisen.:262 Die Grabstätte der Familie Konrad Adenauers befindet sich auf dem nördlichen Erweiterungsteil des Friedhofs. Sie stand bis 1948 auf dem Melaten-Friedhof in Köln; auf Wunsch Adenauers wurde sie auf den Waldfriedhof transloziert. Als Grabmal dient eine weiße Muschelkalkstele, die von einem Schüler des Bildhauers Adolf von Hildebrand entworfen und ausgeführt wurde. Sie zeigt ein Relief des auferstandenen Christus mit einer Kreuzfahne und eines knienden Engels.:269
Der Friedhof umfasst auch eine Kriegsgräberstätte von 10 Gefallenen aus dem Zweiten Weltkrieg.

## Beigesetzte Persönlichkeiten
- Bernhard Stürtz (1845–1928), deutscher Mineralien- und Fossilienhändler und Paläontologe
- Karl Menser (1872–1929), deutscher Bildhauer[14]
- Max Riese (1868–1943), deutscher Drogist, Unternehmer und Erfinder der Penaten-Creme
- Auguste Adenauer (1895–1948), zweite Ehefrau von Konrad Adenauer
- Hubert Kappen (1878–1949), deutscher Agrikulturchemiker
- Wilhelm Redeligx (1865–1951), deutscher Lithograph und Winzer[15]
- Fritz Tillmann (1874–1953), deutscher katholischer Theologe
- Otto Weymann (1880–1958), deutscher Verwaltungsjurist und Oberfinanzpräsident
- Konrad Adenauer (1876–1967), erster Bundeskanzler der Bundesrepublik Deutschland
- Hans Liebig (1878–1968), deutscher Kommunalpolitiker, Mitglied der Weimarer Nationalversammlung
- Swidbert Schnippenkötter (1915–1972), deutscher Diplomat
- Georg Eckert (1912–1974), deutscher Pädagoge, Historiker und Sozialdemokrat
- Roma Bahn (1896–1975), deutsche Schauspielerin
- Lauritz Lauritzen (1910–1980), deutscher Politiker und Bundesminister
- Ludwig von Manger-Koenig (1919–1983), deutscher Sozialhygieniker und Politiker
- Will Glahé (1902–1989), deutscher Akkordeonist, Komponist und Bandleader[8]
- Margildis Schlüter (1920–1997), deutsche Klassische Archäologin und Numismatikerin
- Johannes Bökmann (1926–1998), deutscher Moraltheologe
- Günter Goetzendorff (1917–2000), deutscher Politiker
- Reinhard Riegel (1942–2000), deutscher Rechtswissenschaftler
- Ernst Günter Hansing (1929–2011), deutscher Künstler[8]
- Peter Scholl-Latour (1924–2014), deutscher Journalist und Publizist[16]
- Bernhard Schramm (1924–2016), deutscher Bankmanager
- Stefan F. Winter (1960–2018), deutscher Mediziner, Hochschullehrer, Manager und Staatssekretär
- Fritz Ullrich Fack (1930–2019), deutscher Journalist
- Friedrich Strauch (1935–2020), deutscher Paläontologe
- Horst Jungkurth (1933–2022), deutscher Generalleutnant der Luftwaffe
- Theodor Wengler (1933–2023), deutscher Jurist und Historiker